# Mooney M20TN
Le Mooney M20TN Acclaim est une évolution du Mooney M20. Il est introduit en 2006. Il est équipé du moteur Continental TSIO-550-G comprenant 2 turbos. 
Au mois de juin 2016, une nouvelle version, Mooney M20V Acclaim Ultra, fait son premier vol. 